# Peter Giles
Peter A. Giles (ur. 17 czerwca 1944 roku w Winton, Bournemouth, Dorset) – brytyjski basista i wokalista, znany z występów w grupie Giles, Giles and Fripp przekształconej w późniejszym okresie w supergrupę King Crimson. Giles znany jest ponadto z występów w grupie 21st Century Schizoid Band.